# Diego de Angulo Lemos
Diego Euclides de Angulo y Lemos (Popayán, 12 de noviembre de 1841-Funza, 14 de febrero de 1917) fue un militar y político colombiano, miembro del Partido Conservador Colombiano.
Ocupó la presidencia de Colombia del 9 de marzo al 14 de abril de 1908 por ausencia temporal del presidente Rafael Reyes, de quien era cuñado y para quien trabajó como ministro en varias carteras.

## Biografía

### Inicios
Diego nació en Popayán, el 12 de noviembre de 1841, en el hogar de ricos terratenientes de la región, siendo el tercero de doce hermanos.

### Trayectoria
Inició la carrera de las armas en 1860, para defender al gobierno legítimo en la guerra civil desatada por el general Mosquera que pretendía tomar el poder por las armas. A pesar de la derrota, fue amnistiado y continuó en el ejército de los nacientes Estados Unidos de Colombia.
En 1876, hizo parte de una nueva derrota militar y tuvo que exiliarse en Ecuador. Al año siguiente, se presentó en Túquerres para apoyar la revolución que el expresidente de Ecuador Antonio Borrero iba a iniciar contra el gobierno de su país para poder regresar a él y asumir el poder.
Marchó por Cumbal hasta Ibarra y cuando llegó con las tropas en Quebrada Oscura, fue asaltado por tropas del comandante de las provincias del Norte, coronel Rafael Arellano Del Hierro, quien los persiguió hasta el Panán y lo derrotó. Posteriormente, participó en Ecuador como defensor del gobierno de José María Plácido (1883-1888).

### Carrera política temprana
Regresó a Colombia para ejercer como fiscal del Tribunal Superior de Pasto. Reactivó su carrera militar y obtuvo el grado de general graduado el 22 de agosto de 1890. Presidente de la Cámara de Representantes en 1898. A comienzos del siglo XX se radicó en Bogotá para producir el periódico El Colombiano. Su cercanía con el presidente Reyes (de quien era yerno) le permitió su acceso a la Secretaría de Guerra en 1905. Luego reemplazó al doctor Dionisio Araujo en la Secretaría de Gobierno el 28 de agosto de 1906, posición desde la cual gestionó la elevación a municipio de Páez en el departamento de Cauca.
El 11 de noviembre de 1906, representando al presidente en los actos de aniversario de la independencia de Cartagena, fue testigo de la proclama que contra el gobierno pronunciaron Luis Galofre, Gabriel Jiménez, Carlos Hernández y Alejandro Amador, a quienes ordenó apresar, pero por intercesión del general Lácides Segovia y de Celedonio Piñeres, la orden fue recogida. No obstante, enterado días después de los nombres de Galofre y Hernández, ordenó su confinamiento en Bogotá y Mocoa.
El 14 de abril de 1908 pasó a ser Secretario de Hacienda para sustituir a Ricardo Restrepo C.

### Presidente de Colombia (1908)
El Congreso colombiano designó a Angulo como Primer Designado a la presidencia de Colombia, cuando se encontraba en el Ministerio de Hacienda. El Congreso lo nombró presidente de Colombia el 9 de marzo de 1908, ante la ausencia del titular Rafael Reyes, ocupando el cargo hasta el 14 de abril del mismo año.
Para su reemplazo en el ministerio, Angulo nombró como ministro de hacienda encargado a Baldomero Sanín Cano, quien se desempeñaba como subsecretario.

## Familia

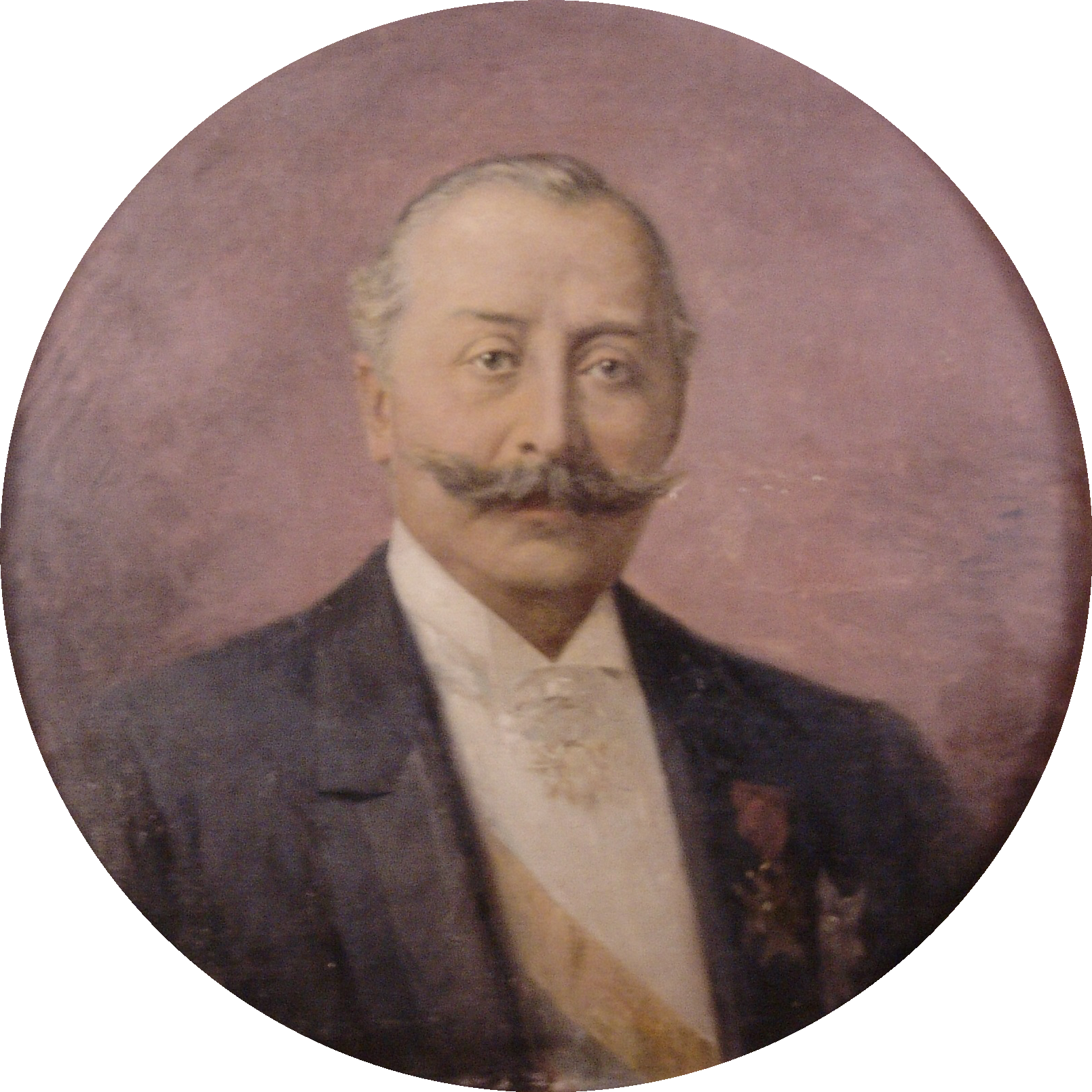
El general Rafael Reyes, su cuñado.

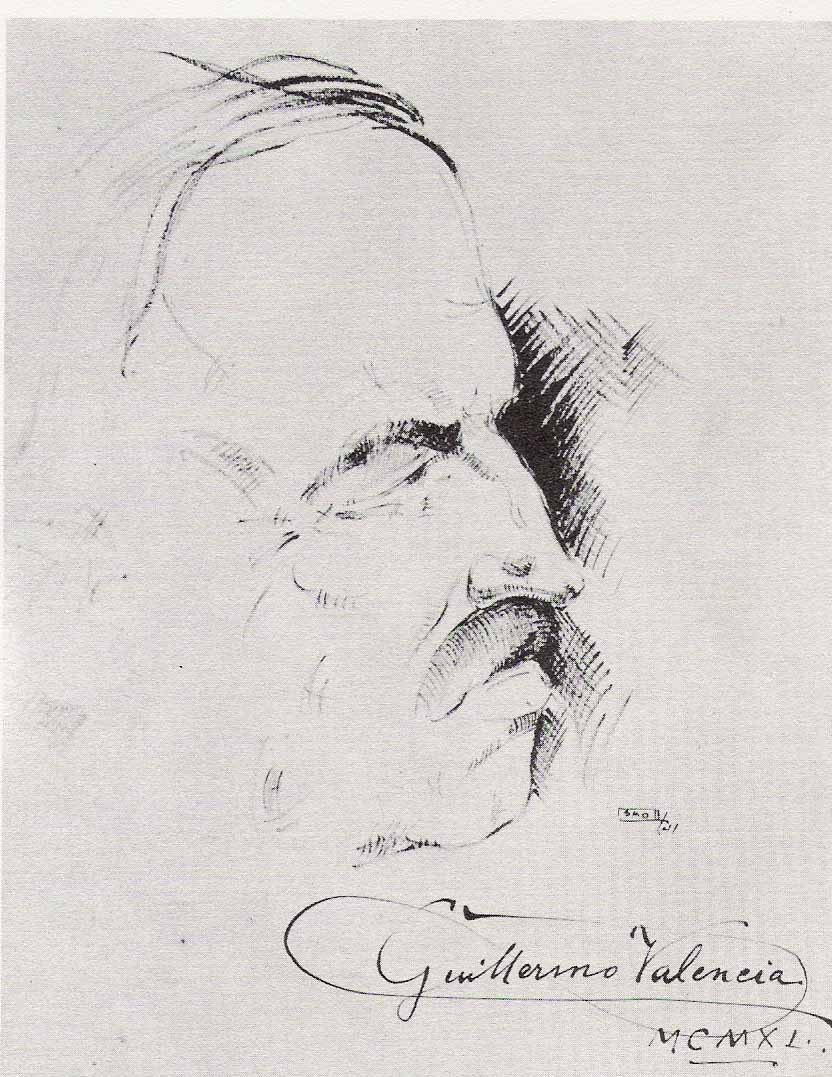
El poeta Guillermo Valencia, cuñado de su hermano Fernando.

Diego de Angulo Lemos era el menor de doce hermanos nacidos en el hogar del abogado Miguel Wenceslao de Angulo Díaz del Castillo y de Antonia Lemos Largacha. Fueron sus hermanos Luis, Fernando, Adelaida, Amalia, Arquímedes, Francisco, Antonio, Manuela, Sofía y Miguel Wenceslao de Angulo y Lemos.
Su padre fue magistrado de la Corte Suprema de Justicia, y su madre era pariente del expresidente Julián Trujillo Largacha, quien a su vez era sobrino del también expresidente Julián Trujillo Largacha. Así mismo era descendiente de la hermana del prócer Antonio Arboleda y Arrachea, 
Su hermano Fernando se casó con Dolores Valencia Castillo, hermana del poeta Guillermo Valencia, quien fue padre del expresidente Guillermo León Valencia, y ejerció la gobernación del Cauca; Sofía se convirtió en primera dama de Colombia por su matrimonio con el expresidente Rafael Reyes Prieto. Arquímedes se casó con Tulia Cajiao Urrutia, tía de la futura primera dama María Hurtado Cajiao (esposa del expresidente Laureano Gómez y madre de Álvaro y Enrique Gómez Hurtado).

### Matrimonio y descendencia
Diego Angulo se casó con Adelaida Bucheli Valencia, hija de Serafín Bucheli Villota y de Dominga Valencia Quijano, quien era a su vez tía de Guillermo Valencia. La madre de Adelaida era hermana de Joaquín Valencia Quijano, padre del poeta Guillermo Valencia, y abuelo del político Guillermo León Valencia.
Con Adelaida, Diego tuvo a sus 4 hijos Lucía, Adelaida, Euclides, Francisco y Daniel de Angulo Bucheli. Adelaida se casó con Manuel José Guzmán Guzmán, sobrino del exministro Pomponio de Guzmán; Euclides con Delfina de Angulo Palau, su prima; y Daniel con Soledad Ortega Ortega, hija del general José María Ortega, cuñado del expresidente Domingo Caycedo, y quien tenía un largo linaje de personajes ilustresː Era primo de Magdalena Ortega, quien estaba casada con el prócer Antonio Nariño (tío a su vez de Ortega); Nariño a su vez era sobrino de Manuel de Bernardo Álvarez.

## Homenajes
En el cuatricentenario de la fundación de su ciudad natal, las cenizas de Angulo Lemos fueron trasladadas de Bogotá a Popayán para ser ubicadas en destacado osario. En la Universidad del Cauca se expone una placa con su nombre como egresado ilustre por haber sido mandatario de Colombia, y un retrato al óleo de su figura se exhibe en la sede del Consejo Municipal de Popayán.